# La Bruja de Texcoco
Octavio Mendoza (Ciudad de México) más conocida como La Bruja de Texcoco, es una cantante, actriz y bailarina mexicana, que fusiona géneros tradicionales mexicanos y latinoamericanos con la música clásica. Además toca instrumentos como la vihuela, el arpa y el violín.
Fue la primera artista trans en presentarse en el Festival Vive Latino en el 2020 e interpretó al personaje de Solange en la serie El secreto del Río de Netflix en 2024.

## Biografía
Inició a tocar su primer instrumento a los nueve años y previo a debutar como artista, la cantante estudió física matemática en el Instituto Politécnico Nacional y, posteriormente estudió música en la Escuela de Música Mexicana en Ciudad de México.
Además de presentarse en México, lo ha hecho en países como Colombia, Alemania, Portugal, Francia, Japón, en el Festival Vive Latino y el festival holándes Le Guess Who?. Ha colaborado con artistas como Renee Goust, Rubén Albarrán, María León, Cornelio Reyna y Zemmoa.

Aparte de fusionar el huapango, los sones y el performance, destaca la importancia de la representación de las disidencias de género en todos los espacios y reconoce la influencia de las muxes del Istmo de Tehuantepec, las maringuias de Michoacán y las chuntaes de Chiapas de Corzo en su estilo y arte.
Es importante en la industria mostrar experiencias nuevas o experiencias distintas a lo que la gente está acostumbrada, justo, para que puedan suceder. Que gracias a mis experiencias puedan existir otras. Es abrir una brecha para que más gente pueda identificarse y hacer.

## Arte

### Estilo musical
Su rechazo de la masculinidad en la música mexicana y su adopción de la feminidad a través de atuendos coloridos, huipiles, máscaras y lentejuelas son parte de sus espectáculos, en donde además, retoma ritmos precolombinos y la estética del travestismo indígena.

### Influencias
Es influenciada por el huapango, sones jarochos y otras músicas tradicionales para hacer su propia música.

### Vídeos musicales y actuaciones
En 2024 interpretó a Solange en la serie El Secreto del Río de Netflix.

### Imagen pública
En sus presentaciones utiliza textiles tradicionales diseñados en su mayoría por su madre.
Así fue como llegué a los textiles: dándole la vuelta a México. Cada que viajaba le compraba ropa tradicional a mi mamá. Pero un día decidí que mi imagen debería ser única y por eso empecé a portarlos con todo el respeto que se merecen. En mi vestimenta siempre verás un poco de Oaxaca, de Michoacán, de Puebla. Me gustan los colores y creo que me van bien.

## Discografía
- TEPARI (2024)[20]
- Chení (Miedo) (2020)[21]
- De brujas, peteneras y chachalacas (2019)[22]

## Giras musicales
En 2020 en Francia, Alemania, España, Portugal y Holanda presentó Brupecha “haré magia para ti”.

## Filmografía
El cortometraje La Bruja de Texcoco (2019) dirigido por Cecilia Villaverde y  Alejandro Paredes y el cual fue nominado a un Premio Ariel en 2020.